# Michelle Waterson
Michelle Waterson-Gomez (Aurora, Colorado; 6 de enero de 1986) es una artista marcial mixta estadounidense retirada que compitió en Ultimate Fighting Championship (UFC). Fue una vez Campeona Peso Átomo de Invicta FC. Entre 2013 y 2014, fue considerada la mejor peleadora peso átomo en el mundo.

## Primeros años
Nacida en Colorado Springs y criada en Aurora, Waterson tiene ascendencia Tailandesa. Empezó una carrera como modelo en 2004 después de graduarse de la «Aurora Central High School». Después asistió a la Universidad de Denver, hasta que se dio cuenta de que quería pelear como carrera.

## Comienzos en las artes marciales mixtas
Estudiante de karate desde los 10 años, Waterson tiene un cinturón negro en karate americano y también entrenó wushu, muay thai, jiu-jitsu brasileño, boxeo y lucha.
Waterson saltó a la fama como concursante en el reality de muay thai, «Fight Girls», en la cadena de televisión Oxygen.
También fue presentada como una de las peleadoras en el reality show «Bully Beatdown» de MTV/MTV2.

## Carrera profesional en las artes marciales mixtas

### Inicios
Habiendo hecho la transición de chica del cuadrilatero a peleadora con la ayuda de Donald Cerrone, Waterson hizo su debut en MMA el 16 de febrero de 2007 en Ring of Fire 28: Evolution contra Andrea Miller, ganó la pelea por decisión unánime. Hizo su debut sin haber tenido peleas amateur anteriormente.
El 1 de diciembre de 2007, enfrentó a Lynn Alvarez en Ring of Fire 31: Undisputed, perdió por sumisión en la primera ronda.
Waterson hizo su debut en Strikeforce enfrentando a Tyra Parker en Strikeforce: Payback el 3 de octubre de 2008. Ganó el combate por sumisión (rear naked choke) en la primera ronda.
Luego enfrentó a Karina Taylor en Duke City MMA Series 1 el 1 de marzo de 2009. Ganó la pelea por sumisión en la primera ronda. Hubo algo de controversia en la pelea, pues Taylor no hizo el gesto de rendición.
El 11 de abril de 2009, Waterson peleó con la excampeona de boxeo de WIBA e IFBA Peso Mosca, Elena Reid en Apache Gold: Extreme Beatdown. Reid ganó vía nocaut técnico en la segunda ronda.
Waterson enfrentó a Rosary Califano en EB - Beatdown at 4 Bears 6 y ganó por sumisión en solo 15 segundos.
Después peleó con Masako Yoshida en Crowbar MMA: Spring Brawl el 24 de abril de 2010. Watersón ganó la pelea por nocaut técnico en la primera ronda.
Waterson regresó al octágono el 21 de enero de 2012, enfrentó a Diana Rael en Jackson's MMA Series 7 y ganó por sumisión en la primera ronda.

### Invicta Fighting Championships
Waterson enfrentó a Lacey Schuckman en Invicta FC 3: Penne vs. Sugiyama el 6 de octubre de 2012. Después de tres rondas muy apretadas, Waterson ganó la pelea por decisión dividida. Y la pelea se llevó el premio de Pelea de la Noche.
El 5 de abril de 2013, enfrentó a la Campeona Peso Átomo de Invicta FC, Jessica Penne en la pelea central de Invicta FC 5: Penne vs. Waterson. Waterson ganó el combate vía sumisión y se convirtió en la nuvea Campeona Peso Átomo de Invicta FC. El 6 de septiembre de 2014, defendió exitosamente el campeonato ante Yasuko Tamada vía nocaut técnico en la tercera ronda de Invicta FC 8.
Luego enfrentó a Hérica Tibúrcio el 5 de diciembre de 2014 en Invicta FC 10: Waterson vs. Tiburcio. Perdió el cambate y el campeonato por sumisión en la tercera ronda.

### Ultimate Fighting Championship
El 28 de abril de 2015, se reportó que Waterson había firmado con UFC y se esperaba que compitiera en la división de peso paja. Ella hizo su debut el 12 de julio de 2015 enfrentando a Angela Magaña en The Ultimate Fighter 21 Finale. Ganó vía sumisión en la tercera ronda.
Se esperaba que su segunda pelea en la promoción fuera contra Tecia Torres en UFC 194. Sin embargo, tuvo que abandonar la pelea el 24 de noviembre de 2015 por una lesión de rodilla.
Después de un año y medio apartada del octágono por lesiones, Waterson regresó en diciembre de 2016 para enfrentar a Paige VanZant en el evento central de UFC on Fox 22. Ganó la pelea por sumisión técnica en la primera ronda y además se llevó el premio a Actuación de la Noche por su victoria.
Waterson enfrentó a Rose Namajunas el 15 de abril de 2017 en UFC on Fox 24. Perdió por sumisión. Luego enfrentó a Tecia Torres el 2 de diciembre del mismo año en UFC 218. Perdió la pelea por decisión unánime.
Waterson enfrentó a Cortney Casey en UFC on Fox 29 el 14 de abril de 2018. Ganó vía decisión dividida. Después enfrentó a Felice Herrig el 6 de octubre de 2018 en UFC 229. Ganó el combate por decisión unánime.
Se enfrentó a Karolina Kowalkiewicz en UFC on ESPN 2 el 30 de marzo de 2019. Ganó por decisión unánime.
Waterson enfrentó a Joanna Jędrzejczyk el 12 de octubre de 2019 en UFC Fight Night 161. Ella perdió la pelea por decisión unánime.
Waterson estaba programada para enfrentar a Carla Esparza el 11 de abril de 2020 en UFC Fight Night: Overeem vs. Harris. Debido a la pandemia de COVID-19, el evento finalmente se pospuso y la pelea finalmente se llevó a cabo el 9 de mayo de 2020 en UFC 249. Ella perdió la pelea por decisión dividida.
Waterson estaba programada para enfrentarse a Angela Hill el 22 de agosto de 2020 en UFC on ESPN 15. Sin embargo, debido a algunas razones personales por parte de Waterson, la pelea se trasladó tres semanas después a UFC Fight Night 177. Ella ganó la pelea por decisión dividida. Esta pelea le valió el premio Pelea de la Noche. Después de la pelea, Waterson recibió su cinturón marrón de BJJ en el octágono de manos de su entrenador, Rafael 'Barata' Freitas de Gracie Barra.
Waterson tenía previsto enfrentarse a Amanda Ribas el 24 de enero de 2021 en UFC 257. Sin embargo, Waterson se retiró de la pelea a principios de diciembre por razones no reveladas.Fue reemplazada por Marina Rodriguez. En mayo de 2021, Waterson aclaró que el motivo de la retirada fue la pérdida de dos abuelos.
Waterson enfrentó a Marina Rodriguez en una pelea de peso mosca el 8 de mayo de 2021 en UFC on ESPN 24. Ella perdió la pelea por decisión unánime.
Waterson estaba programada para enfrentarse a Amanda Ribas el 26 de marzo de 2022 en UFC Fight Night 205. Sin embargo, la pelea se pospuso a UFC 274 el 7 de mayo de 2022 debido a que Waterson sufrió una lesión no revelada.
Waterson enfrentó a Amanda Lemos el 16 de julio de 2022 en UFC on ABC 3. Ella perdió la pelea mediante una sumisión en el segundo asalto.
Waterson enfrentó a Luana Pinheiro el 8 de abril de 2023 en UFC 287. Ella perdió la pelea cerrada por decisión dividida.
Waterson enfrentó a Marina Rodriguez en una revancha el 23 de septiembre de 2023 en UFC Fight Night 228. Perdió la pelea por nocaut técnico en el segundo asalto.
Waterson estaba programada para enfrentarse a Gillian Robertson el 1 de junio de 2024 en UFC 302. Sin embargo, por razones desconocidas, se enfrentaron en UFC 303 el 29 de junio de 2024. Waterson perdió la pelea por decisión unánime. Posteriormente, anunció su retiro de las artes marciales mixtas.

## Vida personal
Waterson está casada con Joshua Gómez, campeón de boxeo amateur de las Fuerzas Armadas de los EE. UU. El 16 de septiembre de 2010, Waterson anunció que estaba embarazada de su primer bebé. El 18 de marzo de 2011, nació su hija llamada Araya.

## Campeonatos y logros
- Ultimate Fighting Championship
  - Actuación de la Noche (una vez) vs. Paige VanZant[34]
  - Pelea de la Noche vs. Angela Hill[52]
- Invicta FC
  - Campeonato de Peso Átomo de Invicta (una vez)
    - Una defensa exitosa del título

  - Pelea de la Noche (dos veces) vs. Lacey Schuckman y Hérica Tibúrcio
- Premios de MMA femenina
  - Peso atómo del año 2013
  - Pelea del año 2013 vs. Jessica Penne el 5 de abril
  - Pelea del Año 2014 vs. Hérica Tibúrcio el 5 de diciembre
- Premios WMMA de AwakeningFighters.com
  - Peso atómo del año 2013[73]
  - Peso atómo del año 2014[74]

## Récord en artes marciales mixtas
| Resultado | Récord | Oponente              | Método                              | Evento                                                          | Fecha                    | Ronda | Tiempo | Localización               | Notas                                                             |
| --------- | ------ | --------------------- | ----------------------------------- | --------------------------------------------------------------- | ------------------------ | ----- | ------ | -------------------------- | ----------------------------------------------------------------- |
| Derrota   | 18–13  | Gillian Robertson     | Decisión (unánime)                  | UFC 303                                                         | 29 de junio de 2024      | 3     | 5:00   | Las Vegas, Nevada          |                                                                   |
| Derrota   | 18–12  | Marina Rodriguez      | TKO (codazos y golpes)              | UFC Fight Night: Fiziev vs. Gamrot                              | 23 de septiembre de 2023 | 2     | 2:42   | Miami, Florida             |                                                                   |
| Derrota   | 18–11  | Luana Pinheiro        | Decisión (dividida)                 | UFC 287                                                         | 8 de abril de 2023       | 3     | 5:00   | Miami, Florida             |                                                                   |
| Derrota   | 18–10  | Amanda Lemos          | Sumisión (guillotine choke)         | UFC on ABC: Ortega vs. Rodríguez                                | 16 de julio de 2022      | 2     | 1:48   | Elmont (Nueva York)        |                                                                   |
| Derrota   | 18–9   | Marina Rodriguez      | Decisión (unánime)                  | UFC on ESPN: Rodriguez vs. Waterson                             | 9 de mayo de 2021        | 5     | 5:00   | Las Vegas, Nevada          |                                                                   |
| Victoria  | 18–8   | Angela Hill           | Decisión (dividida)                 | UFC Fight Night: Waterson vs. Hill                              | 12 de septiembre de 2020 | 5     | 5:00   | Las Vegas, Nevada          | Pelea de la Noche.                                                |
| Derrota   | 17–8   | Carla Esparza         | Decisión (dividida)                 | UFC 249                                                         | 9 de mayo de 2020        | 3     | 5:00   | Jacksonville, Florida      |                                                                   |
| Derrota   | 17–7   | Joanna Jędrzejczyk    | Decisión (unánime)                  | UFC Fight Night: Joanna vs. Waterson                            | 12 de octubre de 2019    | 5     | 5:00   | Tampa, Florida             |                                                                   |
| Victoria  | 17–6   | Karolina Kowalkiewicz | Decisión (unánime)                  | UFC on ESPN: Barboza vs. Gaethje                                | 30 de marzo de 2019      | 3     | 5:00   | Filadelfia, Pensilvania    |                                                                   |
| Victoria  | 16–6   | Felice Herrig         | Decisión (unánime)                  | UFC 229                                                         | 6 de octubre de 2018     | 3     | 5:00   | Las Vegas, Nevada          |                                                                   |
| Victoria  | 15–6   | Cortney Casey         | Decisión (dividida)                 | UFC on Fox: Poirier vs. Gaethje                                 | 14 de abril de 2018      | 3     | 5:00   | Glendale, Arizona          |                                                                   |
| Derrota   | 14–6   | Tecia Torres          | Decisión (unánime)                  | UFC 218                                                         | 2 de diciembre de 2017   | 3     | 5:00   | Detroit, Míchigan          |                                                                   |
| Derrota   | 14–5   | Rose Namajunas        | Sumisión (rear-naked choke)         | UFC on Fox: Johnson vs. Reis                                    | 15 de abril de 2017      | 2     | 2:47   | Kansas City, Misuri        |                                                                   |
| Victoria  | 14–4   | Paige VanZant         | Sumisión técnica (rear-naked choke) | UFC on Fox: VanZant vs. Waterson                                | 17 de diciembre de 2016  | 1     | 3:21   | Sacramento, California     | Actuación de la Noche.                                            |
| Victoria  | 13–4   | Angela Magaña         | Sumisión (rear-naked choke)         | The Ultimate Fighter: American Top Team vs. Blackzilians Finale | 12 de julio de 2015      | 3     | 2:38   | Las Vegas, Nevada          | Regresó al peso paja.                                             |
| Derrota   | 12–4   | Hérica Tibúrcio       | Sumisión (guillotine choke)         | Invicta FC 10: Waterson vs. Tiburcio                            | 5 de diciembre de 2014   | 3     | 1:06   | Houston, Texas             | Perdió el Campeonato de Peso Átomo de Invicta; Pelea de la Noche. |
| Victoria  | 12–3   | Yasuko Tamada         | TKO (rodillazo y golpes)            | Invicta FC 8: Waterson vs. Tamada                               | 6 de septiembre de 2014  | 3     | 4:58   | Kansas City, Misuri        | Defendió el Campeonato de Peso Átomo de Invicta.                  |
| Victoria  | 11–3   | Jessica Penne         | Sumisión (armbar)                   | Invicta FC 5: Penne vs. Waterson                                | 5 de abril de 2013       | 4     | 2:31   | Kansas City, Misuri        | Ganó el Campeonato de Peso Átomo de Invicta.                      |
| Victoria  | 10–3   | Lacey Schuckman       | Decisión (dividida)                 | Invicta FC 3: Penne vs. Sugiyama                                | 6 de octubre de 2012     | 3     | 5:00   | Kansas City, Kansas        | Debut en peso átomo; Pelea de la Noche.                           |
| Victoria  | 9–3    | Diana Rael            | Sumisión (rear-naked choke)         | Jackson's MMA Series 7                                          | 21 de enero de 2012      | 1     | 2:12   | Albuquerque, Nuevo Mexico  |                                                                   |
| Victoria  | 8–3    | Masako Yoshida        | TKO (golpes)                        | Crowbar MMA: Spring Brawl                                       | 24 de abril de 2010      | 1     | 4:17   | Fargo, Dakota del Norte    |                                                                   |
| Victoria  | 7–3    | Rosary Califano       | Sumisión (flying armbar)            | EB - Beatdown at 4 Bears 6                                      | 13 de febrero de 2010    | 1     | 0:15   | New Town, Dakota del Norte |                                                                   |
| Derrota   | 6–3    | Elena Reid            | TKO (golpes)                        | Apache Gold: Extreme Beatdown                                   | 11 de abril de 2009      | 2     | 1:50   | Phoenix, Arizona           |                                                                   |
| Victoria  | 6–2    | Karina Taylor         | Sumisión técnica (armbar)           | Duke City MMA Series 1                                          | 14 de marzo de 2009      | 1     | 2:36   | Albuquerque, Nuevo Mexico  |                                                                   |
| Victoria  | 5–2    | Tyra Parker           | Sumisión (rear-naked choke)         | Strikeforce: Payback                                            | 3 de octubre de 2008     | 1     | 1:20   | Denver, Colorado           |                                                                   |
| Victoria  | 4–2    | Krystal Macatol       | Sumisión (armbar)                   | SCA: Bike n Brawl 2                                             | 23 de agosto de 2008     | 1     | 0:22   | Albuquerque, Nuevo Mexico  |                                                                   |
| Victoria  | 3–2    | Thricia Poovey        | TKO (parada de la esquina)          | KOTC: Badlands                                                  | 12 de julio de 2008      | 2     | 5:00   | Albuquerque, Nuevo Mexico  |                                                                   |
| Derrota   | 2–2    | Lynn Alvarez          | Sumisión (guillotine choke)         | Ring of Fire 31: Undisputed                                     | 1 de diciembre de 2007   | 1     | 1:19   | Broomfield, Colorado       |                                                                   |
| Victoria  | 2–1    | Jaime Cook            | Sumisión (armbar)                   | Ring of Fire 30: Domination                                     | 15 de septiembre de 2007 | 1     | 1:33   | Broomfield, Colorado       |                                                                   |
| Derrota   | 1–1    | Alicia Gumm           | Decisión (unánime)                  | RMBB: Battle of the Arts                                        | 30 de junio de 2007      | 2     | 5:00   | Denver, Colorado           |                                                                   |
| Victoria  | 1–0    | Andrea Miller         | Decisión (unánime)                  | Ring of Fire 28: Evolution                                      | 16 de febrero de 2007    | 3     | 3:00   | Broomfield, Colorado       |                                                                   |